# Haukland
Haukland är en by i Vestvågøy kommun i Nordland fylke i norra Norge. Byn ligger vid fylkesväg 7716, på den västra delen av ön Vestvågøya.
Tidigare har orten tillhört dåvarande Buksnes kommun.

## Bilder

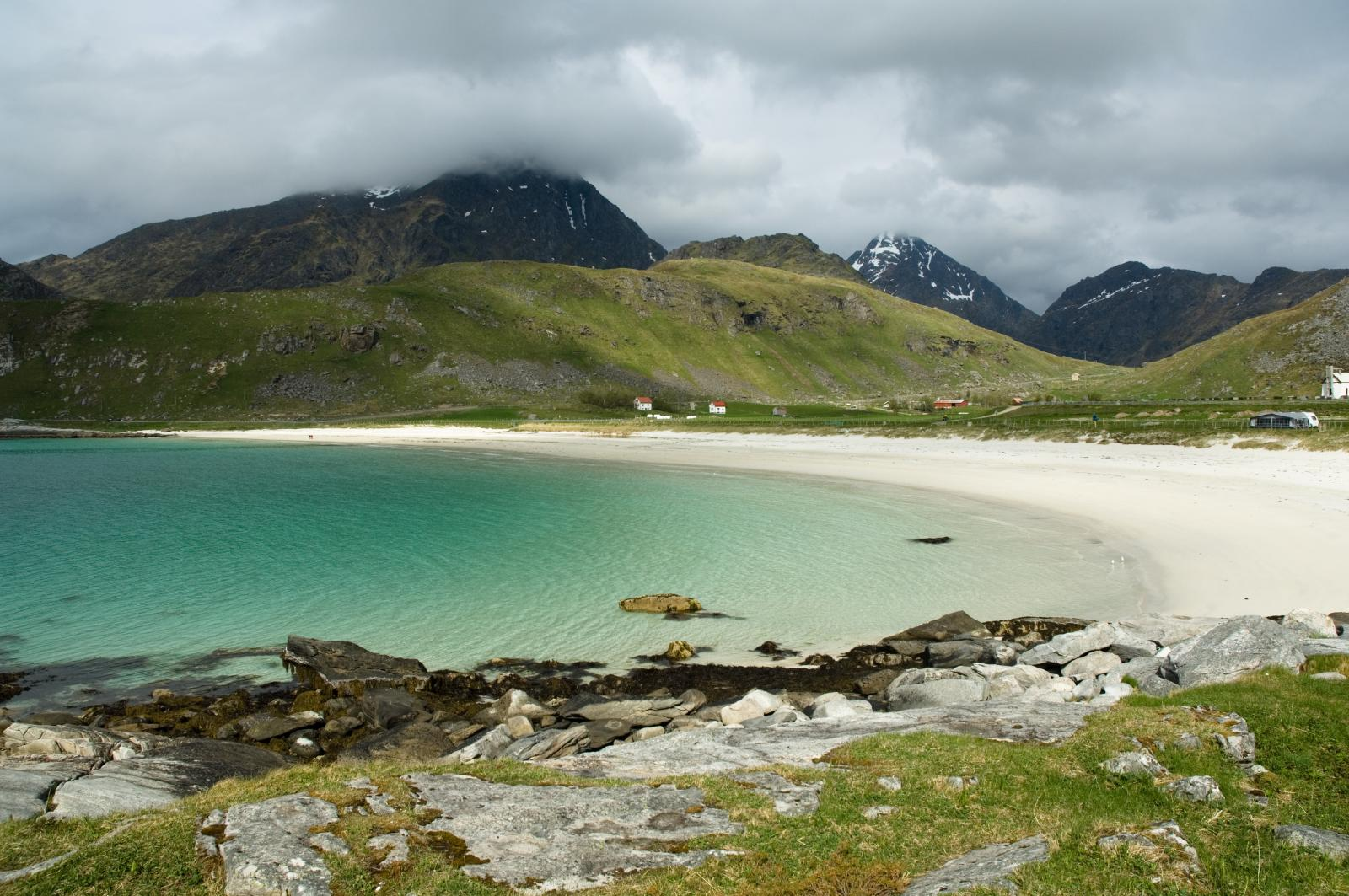
Stranden vid Haukland.
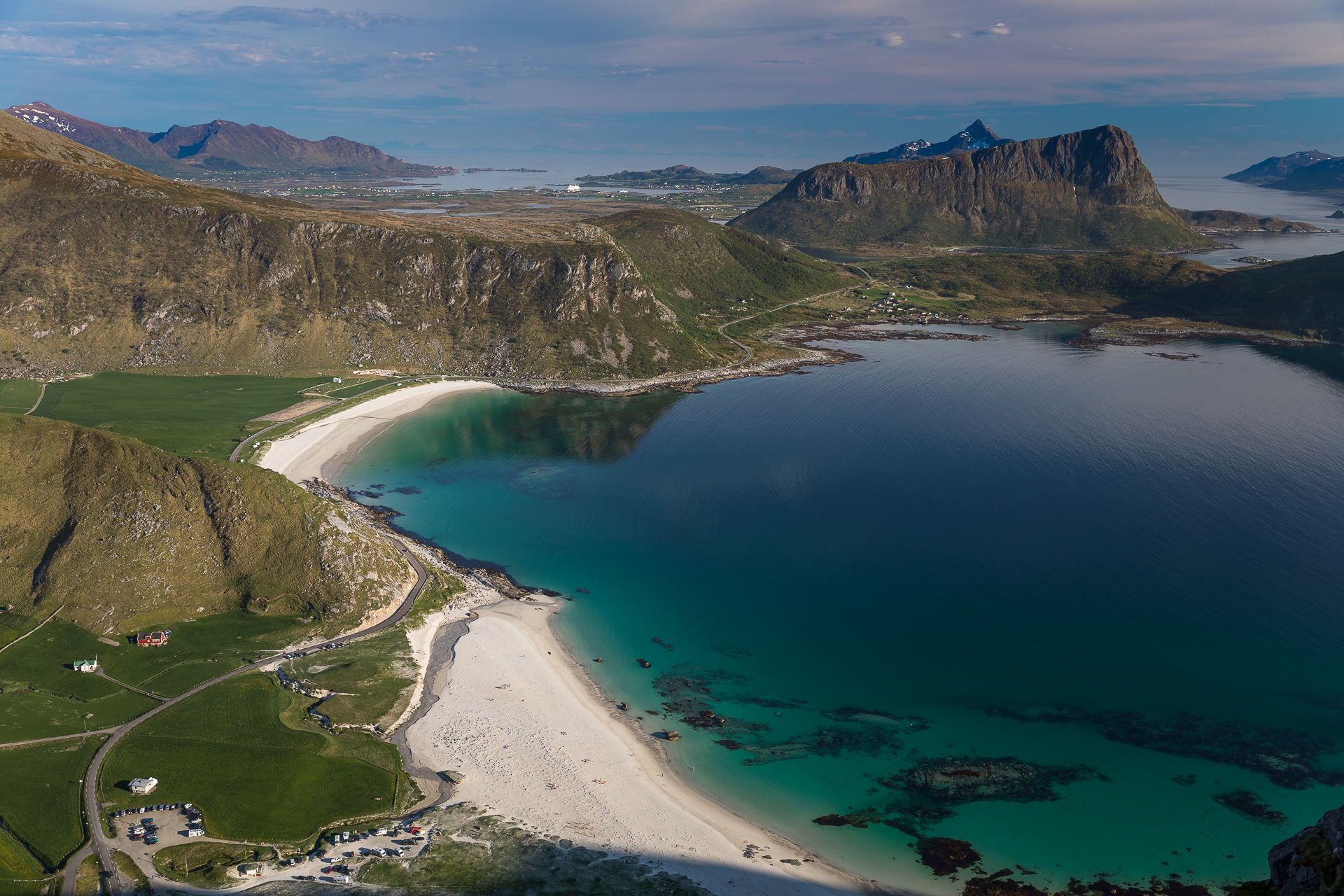
Vikbukta.